# فهرست میراث فرهنگی ناملموس در عربستان سعودی
فهرست میراث ناملموس در عربستان سعودی شامل ۱۳ میراث ناملموس است.
گنجاندن عناصر جدید میراث در فهرست‌های میراث فرهنگی ناملموس توسط کمیته بین‌دولتی برای حفاظت از میراث فرهنگی ناملموس تعیین می‌شود که توسط کنوانسیون تأسیس شده است. این میراث شامل دانش، مهارت‌ها، سنت‌ها، آیین‌ها، زبان‌ها، موسیقی، رقص، هنرهای نمایشی، غذاهای سنتی و دیگر جلوه‌های زنده فرهنگ است. هدف از حفاظت این میراث، حفظ تنوع فرهنگی و هویت‌های بومی در برابر تغییرات جهانی است.
عربستان سعودی این کنوانسیون را در ۱۰ ژانویه ۲۰۰۸ تصویب کرد. از آن زمان تاکنون ۱۶ عنصر در فهرست نمایندگان ثبت شده است.

## فهرست
| نام                                                    | تصویر | شماره | سال  | توضیحات |
| ------------------------------------------------------ | ----- | ----- | ---- | --- |
| Majlis, یک فضای فرهنگی و اجتماعی +                     |       | 01076 | ۲۰۱۵ | این سنت تحت عنوان "Majlis، یک فضای فرهنگی و اجتماعی" در سال ۲۰۱۵ در فهرست میراث فرهنگی غیرمادی جهان قرار گرفت، که با کشورهای همسایه به اشتراک گذاشته شده است. این مکان یک محل ملاقات برای افراد جامعه است تا مسائل و مسائل محلی را بررسی کنند و اخبار عمومی یا نگرانی‌های اعضای شورا را تبادل کنند. از این رو، این مکان به عنوان یک بستر اجتماعی شناخته می‌شود. شورا به عنوان محلی برای انجام وظایف اجتماعی همچون پذیرایی از مهمان‌ها، عرض تسلیت و برگزاری جشن‌های عروسی در نظر گرفته می‌شود. |
| قهوه عربی، نماد سخاوت +                                |       | 02111 | ۲۰۱۵ | این سنت در سال ۲۰۱۵ تحت عنوان "قهوه عربی، نماد سخاوت" در فهرست میراث غیرمادی فرهنگی جهانی قرار گرفت که با کشورهای همسایه به اشتراک گذاشته شده است. تهیه قهوه با برشته کردن دانه‌های قهوه در یک تابه صاف شروع می‌شود و سپس با استفاده از هاون و دسته مسی آن را آسیاب می‌کنند و در نهایت در یک قوری مسی «داله» روی اجاق حرارت داده می‌شود. پس از دم کشیدن، قهوه در یک فنجان کوچک ریخته می‌شود تا کامل شود و اولین فنجان برای مهمان مسن‌تر و مهم‌تر سرو می‌شود.                                     |
| Alardah Alnajdiyah، رقص، طبل‌زنی و شعر در عربستان سعودی |       | 01196 | ۲۰۱۵ | این سنت در فهرست میراث غیرمادی جهانی در عربستان سعودی تحت عنوان "رقص سنتی Al Ardah Alnajdiyah، طبل‌زنی و اشعار سنتی" قرار گرفت. این رقص سنتی که به عنوان "رقص عربستان" شناخته می‌شود، ابتدا به عنوان ترانه‌های جنگی شروع شد اما در حال حاضر در مراسم جشن‌ها و عیدها اجرا می‌شود و دارای اشعار و آواهای خاصی است که به دنبال آن رقص با استفاده از شمشیر انجام می‌شود. |
| المزمار، طبل‌زنی و رقص با چوب‌ها                         |       | 01011 | ۲۰۱۶ | این سنت در فهرست میراث فرهنگی غیرمادی جهان تحت عنوان "المزمار، طبل‌زنی و رقص با چوب‌هاً قرار گرفت. این رقص با استفاده از چوب‌ها برای ضربه زدن به طبل‌ها در عربستان سعودی انجام می‌شود. رقص المزمار به عنوان یکی از رقص‌های سنتی در حجاز شناخته می‌شود و معمولاً در مراسم خانوادگی و ملی برگزار می‌شود. |
| شکار با شاهین، یک میراث زنده انسانی +                  |       | 01708 | ۲۰۱۶ | در سال ۲۰۱۶، تحت عنوان "شکار با شاهین، یک میراث زنده انسانی" به فهرست میراث غیرمادی جهانی اضافه شد. شکار با شاهین یکی از سرگرمی‌های باستانی در منطقه شبه جزیره عربستان و بسیاری از کشورهای عربی است. |
| نخل خرما، دانش، مهارت‌ها، سنت‌ها و شیوه‌های مربوط +       |       | 01902 | ۲۰۱۹ | این سنت در سال ۲۰۱۹ تحت عنوان "نخل خرما، دانش و مهارت‌ها، سنت‌ها و شیوه‌های مربوط" در فهرست میراث غیرمادی جهانی قرار گرفت. نخل خرما به عنوان بخشی از میراث فرهنگی کشورهای مختلف است. |

## یادداشت
1. ↑  مشترک با عمان، قطر و امارات متحده عربی.
2. ↑  مشترک با عمان، قطر، اردن و امارات متحده عربی.
3. ↑  مشترک با اتریش، بلژیک، کرواسی، جمهوری چک، فرانسه، آلمان، مجارستان، ایرلند، ایتالیا، قزاقستان، جمهوری کره، قرقیزستان، مغولستان، مراکش، هلند، پاکستان، لهستان، پرتغال، قطر، اسلواکی، اسپانیا، سوریه و امارات متحده عربی.
4. ↑  مشترک با بحرین، مصر، عراق، اردن، کویت، موریتانی، مراکش، عمان، فلسطین، قطر، سودان، تونس، یمن و امارات متحده عربی.